# 해러즈

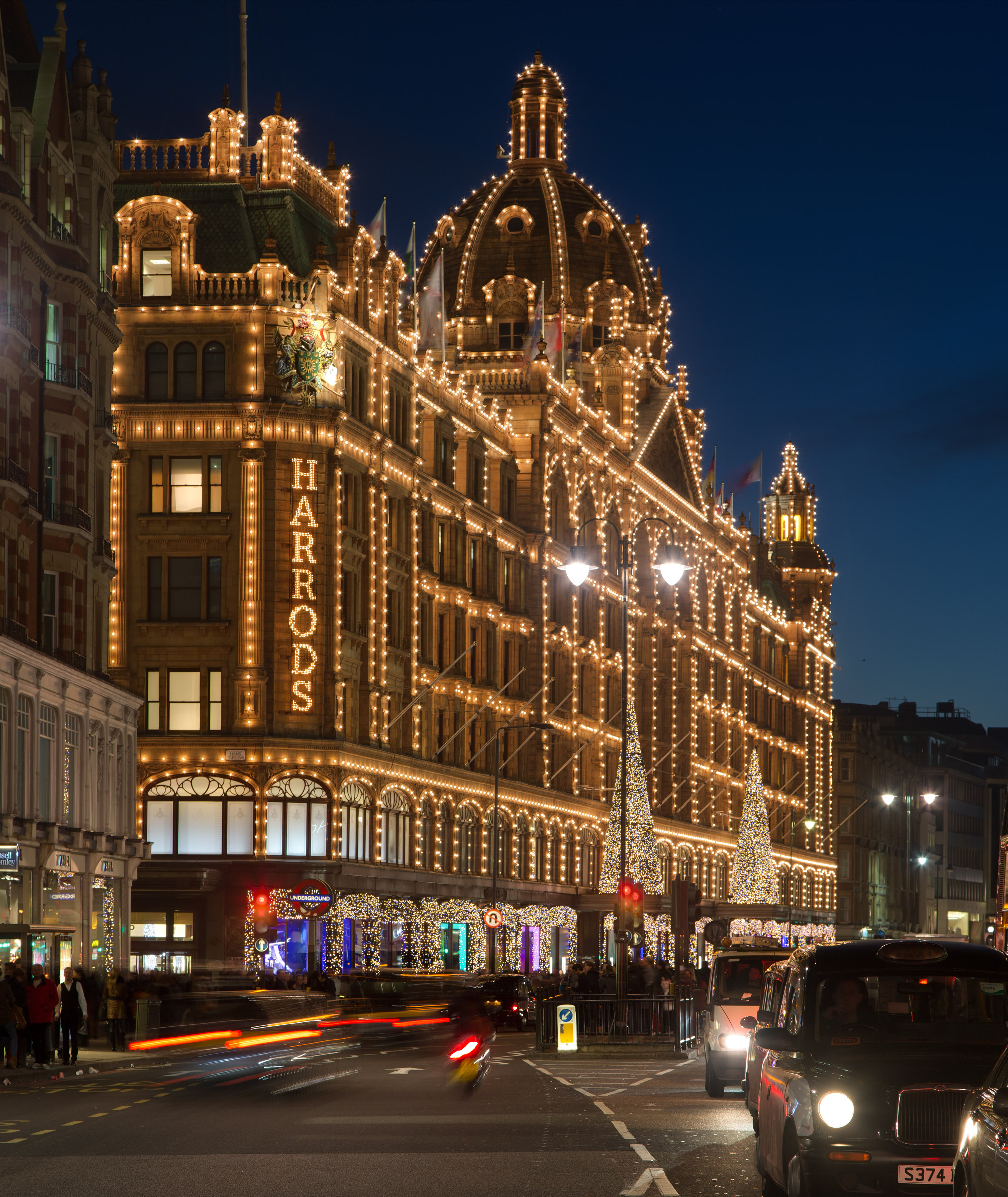

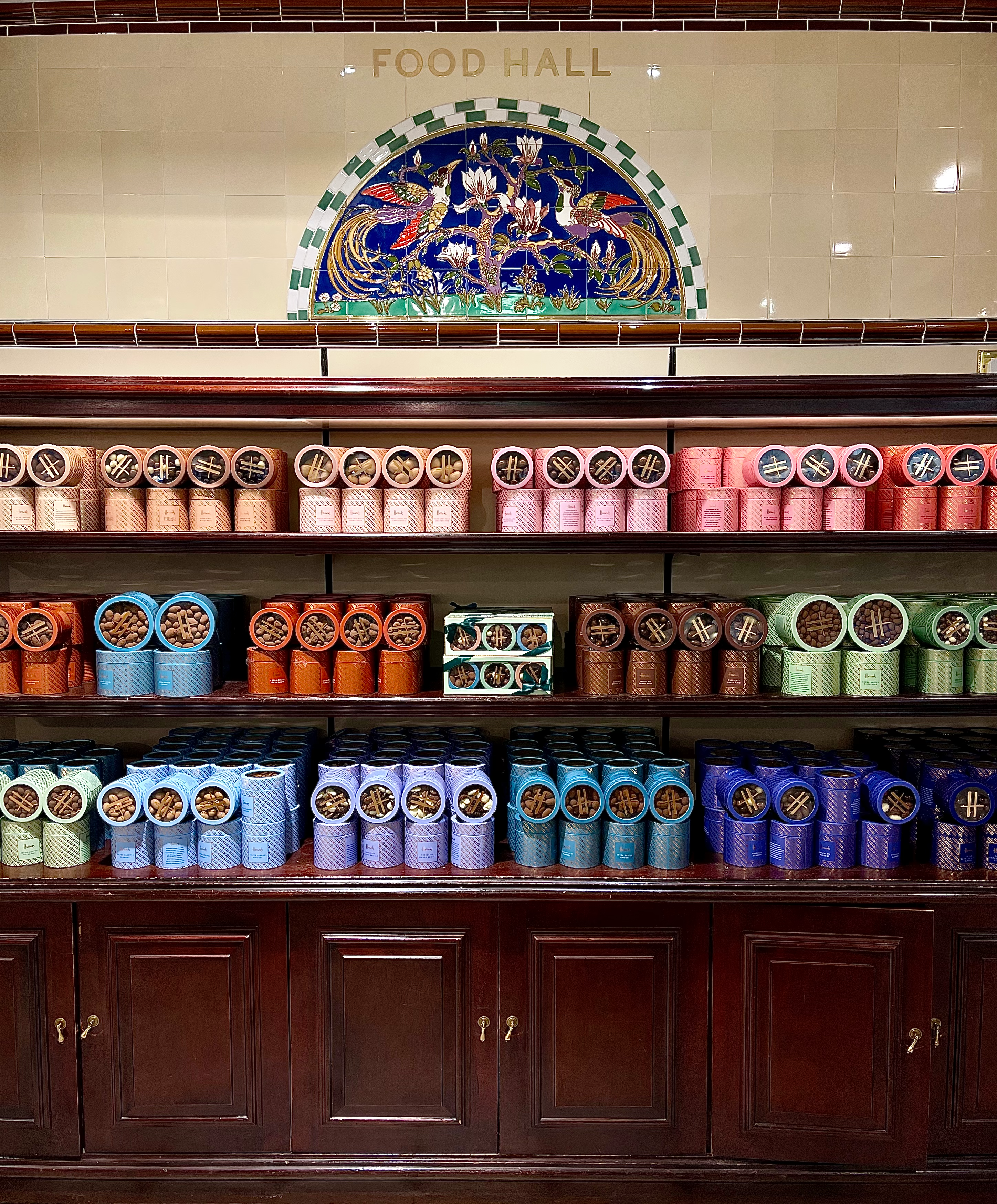

해러즈(Harrods)는 런던 중심부의 나이츠브리지 지구 브롬프턴 로드에 접해있는 영국의 고급 백화점이다.

## 같이 보기
- 포트넘 & 메이슨